# Gewöhnlicher Adlerrochen
Der Gewöhnliche Adlerrochen (Myliobatis aquila) ist eine Rochenart, die küstennah im östlichen Atlantik in Tiefen von einem bis 100 Metern vorkommt. Das genaue Verbreitungsgebiet umfasst die südlichen und westlichen Küsten der Britischen Inseln und reicht über die Biskaya, Madeira, Marokko und die Kanarischen Inseln bis nach Südafrika. Er bewohnt auch das Mittelmeer. In der Nordsee ist er ein seltener Irrgast in den Sommermonaten. Er ist der häufigste Adlerrochen. 

## Merkmale
Der Gewöhnliche Adlerrochen erreicht mit seinem langen, peitschenartigen Schwanz eine Länge von 1,50 bis 1,85 Meter. Die Körperscheibe mit den breiten, flügelartigen Flossen wird 85 cm breit. Kopf, Rumpf und Brustflossen ergeben eine rautenähnliche Form. Der Kopf ist kurz und abgerundet, Ober- und Unterkiefer sind mit jeweils sieben Reihen von flachen Zähnen besetzt, die zusammen einen plattenförmigen Kauapparat bilden. Die Knorpelfische sind auf der Oberseite bräunlich oder schwärzlich und ungemustert. Die Bauchseite ist weiß. Der Schwanz trägt an seinem ersten Drittel, kurz hinter der kleinen Rückenflosse, einen mit Widerhaken besetzten Stachel. Eine Schwanzflosse fehlt. Während die primitiven Geigenrochen sowie die Sägerochen und die Zitterrochenartigen sich wie die meisten Haie durch Stammschlängeln des Körpers und der Schwanzflosse fortbewegen und die Echten Rochen sich durch wellenförmige Bewegungen ihrer großen Brustflossen fortbewegen, schlagen Gewöhnliche Adlerrochen wie alle anderen Adlerrochen ähnlich wie Vögel mit ihren Flügeln mit den vergrößerten Brustflossen.

## Lebensweise
Der Gewöhnliche Adlerrochen lebt meist in Gruppen küstennah in flachen Lagunen, Buchten und Flussmündungen aber auch auf der Hochsee. Er ernährt sich vor allem von bodenbewohnenden Krebstieren, Weichtieren und Fischen. Auf Austerbänken kann er großen Schaden anrichten. Wie alle Adlerrochen ist er ovovivipar. Die 3 bis 7 Jungrochen werden nach einer Tragzeit von 6 bis 8 Monaten geboren.